# Bistum Iglesias

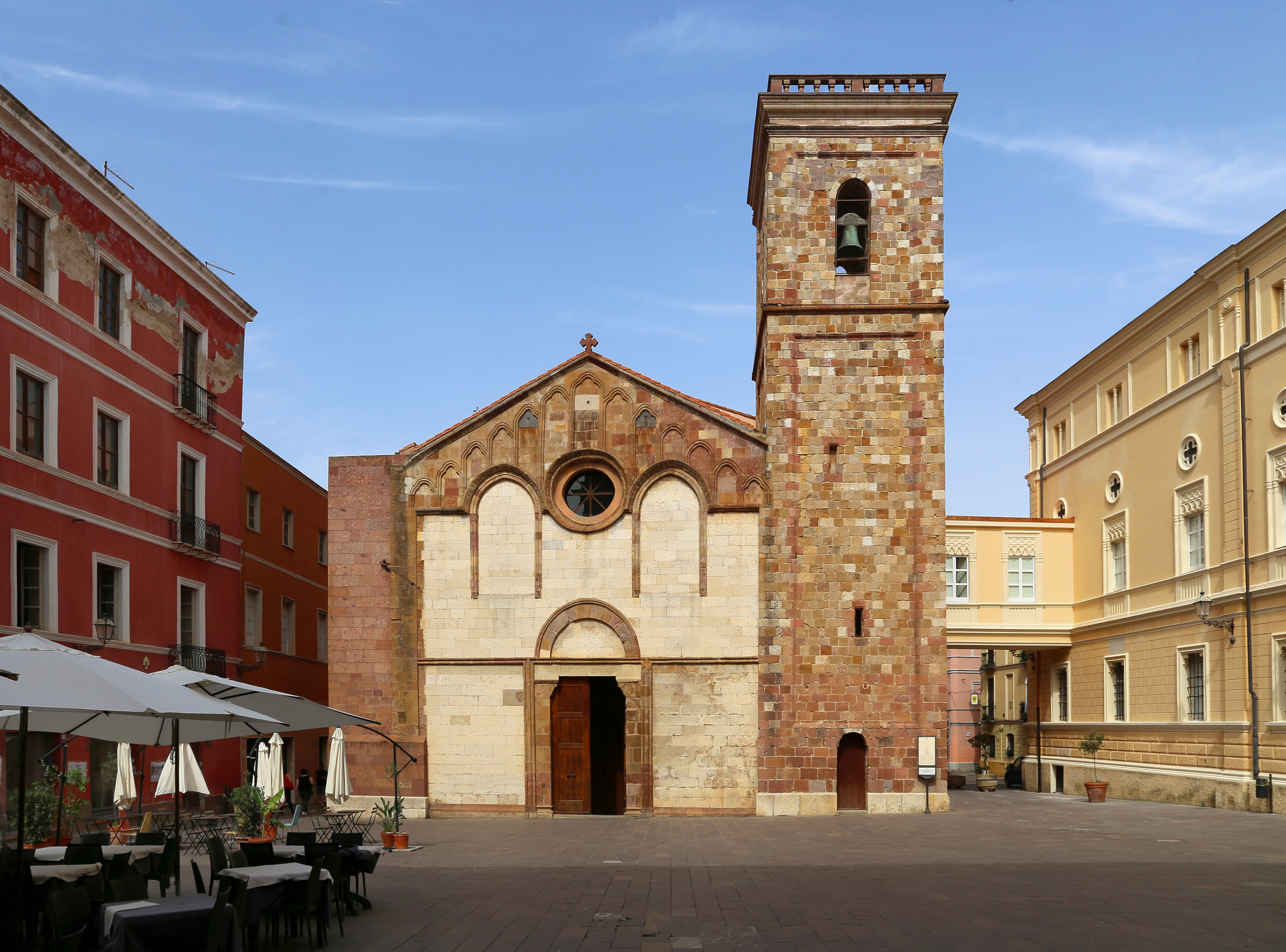
Die Kathedrale von Iglesias

Das Bistum Iglesias (lat.: Dioecesis Ecclesiensis, ital.: Diocesi di Iglesias) ist eine auf Sardinien gelegene Diözese der römisch-katholischen Kirche mit Sitz in Iglesias. Sie gehört zur Kirchenprovinz Cagliari in der Kirchenregion Sardinien und ist ein Suffraganbistum des Erzbistums Cagliari. Das Bistum existierte bereits im 5. Jahrhundert als Bistum Sulcis. 1503 wurde der Bischofssitz nach Iglesias verlegt. 1514 wurde das Bistum aufgehoben und in Kommende vergeben. 1763 wurde das Bistum restituiert.

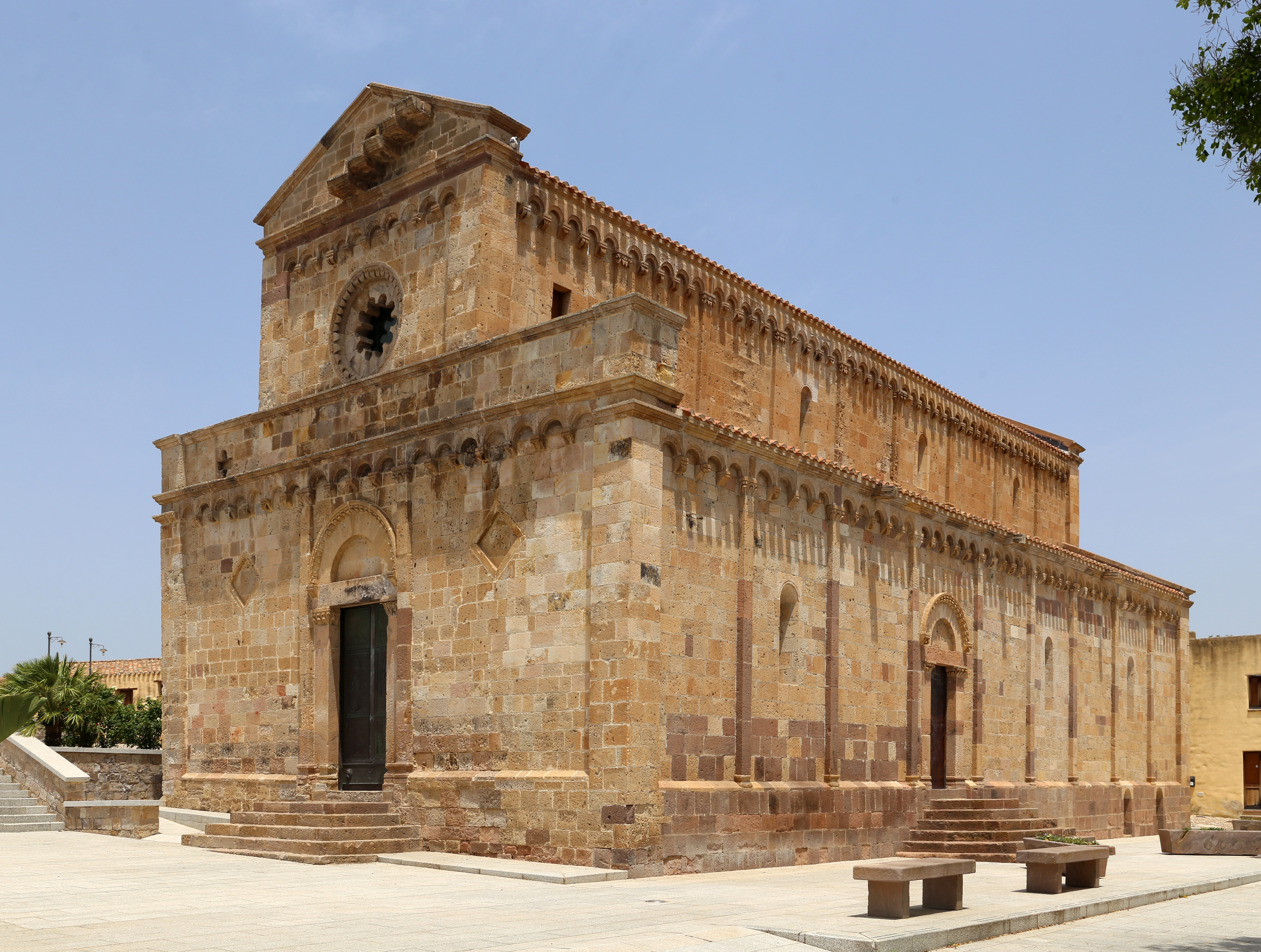
Santa Maria di Monserrato in Tratalias, ehemalige Kathedrale

## Geschichte
Der Sitz dieses Bistums war in der Spätantike und im Früh- und Hochmittelalter in Sulcis mit der Kathedrale Sant’Antioco Martire auf der der sardinischen Hauptinsel vorgelagerten Insel Sant’Antioco. Im 13. Jahrhundert residierten einige Bischöfe auch in Tratalias auf der Hauptinsel. Sie errichteten dort auch eine Kathedrale (Santa Maria di Monserrato). Erst 1503 wurde der Bischofssitz nach Iglesias verlegt.
Wann genau das Bistum Sulcis gegründet wurde, ist urkundlich nicht belegt. 465 nahm Bischof Vitalis von Sulcis an einer Kirchenversammlung in Karthago teil. Die Bischofsliste ist bis ins 14. Jahrhundert lückenhaft. Am 8. Dezember 1503 wurde der Bischofssitz offiziell nach Iglesias verlegt. Doch bereits 1514 wurde das Bistum in Commendam vergeben, d. h. an eine weltliche Person, die die Einnahmen des Bistums bekam.
Das Bistum wurde am 8. Mai 1763 wieder begründet. Bischofskirche, auch Duomo genannt, ist die Kirche Santa Chiara d’Asissi in Iglesias.

## Bischöfe
Die Zusammenstellung folgt im Wesentlichen der Website www.catholic-hierarchy.org, die auf Eubel basiert und Bonifatius Gams mit kleineren Ergänzungen (z. B. Schreibweisen) aus Eubel und Cappelletti.
- 484 Vitalis
- vor 687 Maximus
- danach Pancratius
- 778 Onufrius
- 31. Mai 1089 bis 1090 Raimundus
- 1112 Arnaldus, OSB, hatte seinen Sitz in Tratalias
- nach 1112 Albertus, OSB, hatte seinen Sitz in Tratalias
- 1145/1153 Aimus, war Bischof zur Zeit von Papst Eugen III.
- vor 1163 Petrus Pintor
- Juni 1215 bis 1221 Marianus/Margianus, wurde 1218 Erzbischof von Cagliari
- 1226 Bandinus
- ? (vor Gregorius) Arzottus[4]
- 1263 Gregorius, hatte seinen Sitz in Tratalias
- 1281 bis 1282 Mordascius Sismondi (Cappelletti: 1272 Mudasco[5])
- 1300 bis † 1324 Comita (Cappelletti: 1320 Bonifacio della Gherardesca[5])
- 24. April 1325 bis 12. Februar 1330 Angelo di Portasole (Portasola, Porta Sole, Porta Sola), OP, wurde 1330 zum Bischof von Grosseto ernannt
- 12. Februar 1330 bis † 1332 Bartolomeo, OCarm
- 24. April 1332 bis † 1334 Guglielmo Jornet/Giornetto, OFM[5]
- 8. April 1334 bis ? Guglielmo Jaffer
- 1342 bis † 1349 Mariano
- 18. Mai 1349 bis † 1359 Ramón Gilet
- 8. Juni 1359 bis † 1364 Francesco Alegre, OP
- 27. November 1364 bis ? Leonardus, OFM
- 24. April 1387 bis 1389 Corrado de Cloaco, resignierte, wurde 1390 zum Bischof von Amelia ernannt
- 5. April 1389 bis ? Filippo
- 4. April 1398 bis † 1409 Biagio di Prato
- 4. Mai 1418 bis † 1441 Giovanni Cassani/Cassano,[5] OESA
- 19. November 1442 bis 5. Juli 1443 Sisinnio/Sissino,[5] wurde 1443 zum Bischof von Ampurias ernannt
- 24. Juli 1443 bis † 1447 Antonio Presto, OP
- 22. September 1447 bis † 1461 Garsias/Garzias,[5] OFM
- 6. November 1461 bis † 1487 Giuliano Matovi/Martori,[5] OP
- 4. April 1487 bis † 1503 Simon Vargius/Simone Vargio,[5] OFM
- 7. Juli 1503 bis 9. Januar 1514 Juan Pilars/Giovanni Pilares,[5] wurde 1514 zum Erzbischof von Cagliari ernannt

1514 bis 1763 Bistum in Kommende vergeben, am 8. Mai 1763 wieder errichtet.
- 26. September 1763 bis † April 1772 Luigi Satta
- 7. September 1772 bis † Oktober 1773 Giovanni Ignazio Gautier
- 13. März 1775 bis † 1781 Francesco Antonio Deplano
- 18. Juli 1783 bis † 15. Juni 1789 Giacinto Francesco Rolfi, OESA
- 26. März 1792 bis † 1799 Giuseppe Domenico Porqueddu/Parqueddu[5]
- 11. August 1800 bis 29. März 1819 Nicolo Navoni, wurde 1819 zum Erzbischof von Cagliari ernannt
- 23. August 1819 bis † 19. Januar 1841 Giovanni Nepomuceno Ferdiani
- 23. Februar 1842 Raimondo Orrù, ernannt, trat aber nicht in Kraft
- 22. Juli 1842 Giovanni Stephano Masala/Musala,[5] ernannt, trat aber nicht in Kraft
- 25. Januar 1844 bis † 26. Februar 1884 Giovanni Battista Montixi
- 10. November 1884 bis 16. Dezember 1907 Raimondo Ingheo-Ledda, resignierte, war anschließend Titularerzbischof von Anazarbus
- 22. September 1911 bis † 13. April 1920 Giuseppe Dallepiane
- 16. Dezember 1920 bis 1. November 1929 Saturnino Peri, resignierte, war anschließend Titularbischof von Ancusa
- 22. Juli 1930 bis 7. September 1970 Giovanni Pirastru, trat in den Ruhestand, war anschließend Titularbischof von Trebia Augusta
- 7. September 1970 bis 25. März 1992 Giovanni Cogoni, trat in den Ruhestand
- 25. März 1992 bis 20. Februar 1999 Arrigo Miglio, wurde 1999 zum Bischof von Ivrea ernannt, 2012 wurde er zum Erzbischof von Cagliari ernannt
- 3. Juli 1999 bis 8. März 2007 Tarcisio Pillolla, trat in den Ruhestand
- 8. März 2007 bis 6. Oktober 2022 Giovanni Paolo Zedda
- seit 30. November 2024 Mario Farci